# Stefhon Hannah
Stefhon Hannah, né le 14 juin 1985, à Chicago, dans l'Illinois, est un joueur américain de basket-ball. Il évolue au poste de meneur.

## Palmarès
- Champion NBA Development League 2011
- Meilleur défenseur de la NBA Development League 2012